# Ibrahima Traoré
Ibrahima Traoré (Villepinte, 21 de abril de 1988) é um futebolista guineano que atua como meia. Atualmente, joga pelo Borussia Mönchengladbach.

## Carreira
Traoré fez sua estreia pela Seleção Guineana de Futebol em 11 de agosto de 2010 contra Mali. Guiné venceu a partida por 2 a 0, com Traoré marcando o segundo gol de Guiné. Nas Eliminatórias da Copa da Nações Africanas de 2012, Traoré marcou em 8 de outubro de 2011, no último jogo do grupo B contra a Nigéria, no último segundo de jogo, o que garantiu a classificação de Guiné para a Copa das Nações Africanas de 2012.